# Chenghuangtempel van Shanghai
De Chenghuangtempel van Shanghai is een taoïstische tempel die gewijd is aan de taoïstische god Chenghuang. Chenghuang is de god van het lokale gebied, hier van Shanghai. De tempel ligt in Zuid-Huangpu (district) van Shanghai en wordt door de taoïstische stroming Zhengyidao als zeer belangrijk beschouwd. Er worden regelmatig miaohui georganiseerd. Naast de tempel staat het beroemde Theepaviljoen van Shanghai.
Het gebouw werd in de Ming-dynastie veranderd om Chenghuang te aanbidden. Daarvoor was het een tempel die de god Jinshanshen vereerde. In de tempel worden drie verschillende Chenghuangs vereerd. De drie zijn Huo Guang (霍光), Qin Yubo (秦裕伯) en Chen Huacheng (陈化成).
Tijdens de regeerperiode van keizer Daoguang werd de tempel uitgebouwd. In het begin van de Chinese Republiek werd de tempel verwoest door een brand en in 1926 werd de tempel herbouwd. Tijdens de Culturele Revolutie werd de tempel door Rode Gardisten vernield. Pas in 1994 werd het gebouw weer in ere hersteld en mochten daoïsten er weer bidden.
De tempel bestaat nu onder andere uit:
- Huo Guanghal (霍光殿)
- Jiazihal (甲子殿)
- Caishenhal (财神殿)
- Cihanghal (慈航殿)
- Chenghuanghal (城隍殿)
- Niangnianghal (娘娘殿)
- Ouderhal (父母殿)